# Sainte-Marie-des-Champs
Sainte-Marie-des-Champs è un comune francese di 1 521 abitanti situato nel dipartimento della Senna Marittima nella regione della Normandia.
Il paese è rappresentato in un livello del video-gioco Medal of Honor: Underground.

## Società

### Evoluzione demografica
Abitanti censiti